# NGC 1301
NGC 1301 este o emission-line galaxy⁠(d) situată în constelația Eridanul. A fost descoperită în 1886 de către Ormond Stone⁠(d). Se află la o distanță de 52 de megaparseci de Pământ.